# Charles Tellier
Louis Abel Charles Tellier (Amiens, Francia, 29 de junio de 1828 – París, 1913) fue un ingeniero francés, constructor, en 1858, de la primera máquina frigorífica industrial. En 1867 Tellier también construyó el llamado «caballo amónico», que era un motor de amoníaco capaz de arrastrar un tractor.

## Biografía

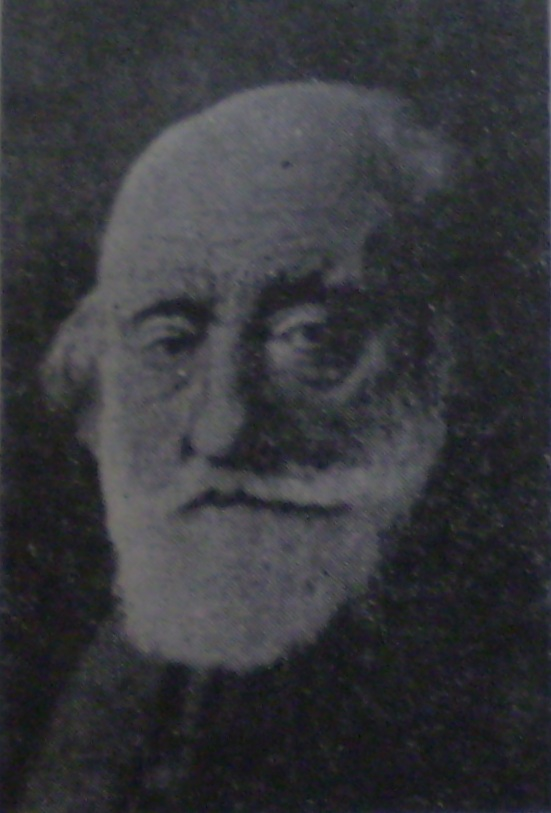
Carlos Tellier.

Hijo de un industrial de la hilandería fundada en Condé-sur-Noireau en Normandía, arruinado por la revolución de 1848, estudió las características del amoniaco, un abono concentrado y después la producción doméstica de aire comprimido. 
El proyecto de producción de aire comprimido fue presentado en París, pero el barón Hausmann le dio este consejo: «El hielo falta en París cuando los inviernos son calientes, debería ocuparse de producirlo de manera artificial». En esa época para conservar los alimentos se llenaba un gran pozo con nieve y hielo (neveros). Este método de conservación heredado de los romanos era aleatorio.
En 1856 Charles Tellier se apoyó en los trabajos de laboratorio de Michael Faraday, que obtuvo una temperatura de - 11 grados celsius, y de Charles Thilorier que, por licuefacción, logró bajar la temperatura a - 79 grados celsius. Dos años más tarde creó su primera máquina frigorífica a circulación de gas amoníaco líquido para la producción del frío de uso doméstico e industrial. 
Esta invención, que transformó al mundo moderno, fue mejorada y, en 1865, construyó una máquina de compresión mecánica a gas líquido y la instaló en la fábrica del maestro chocolatero Menier.
En 1868, el Gobierno argentino de entonces abrió un concurso en el cual se premiaría a quien pudiese conservar la carne de dicho país para exportarla a través del mar. Finalmente, en 1876, Tellier preparó un barco lleno de carne y navegó hasta la ciudad de Buenos Aires para comprobar que su sistema funcionaba, logrando mantener la carne apta para consumo tras 105 días en altamar.
Charles Tellier descubrió y puso a punto el método del enfriamiento por cascadas, que devuelve un fluido fácilmente licuable, como el anhídrido sulfuroso, utilizado para determinar la licuefacción de otro líquido más difícil de licuar, como el anhídrido carbónico. Este principio sería utilizado y racionalizado veinte años más tarde.
Charles Tellier murió en 1913 en la pobreza. Poco antes de morir dijo a uno de sus allegados: «El convoy de los pobres me espera, pero la suerte final de los trabajadores no me asusta».